# Фальстербу

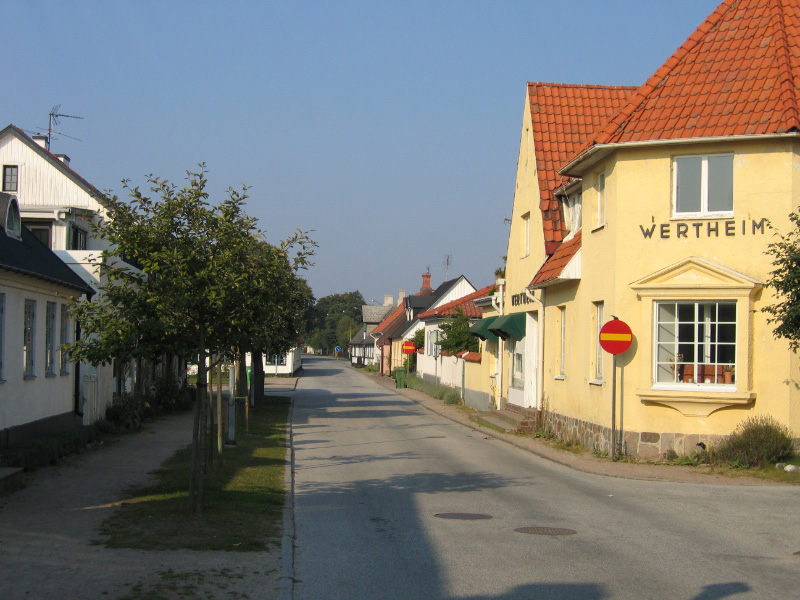
Старая часть города Фальстербу

Фальсте́рбу (швед. Falsterbo) — бывший город на юге Швеции, ныне южная часть города Сканёр-мед-Фальстербу в коммуне Веллинге лена Сконе.

## История
Исторически Фальстербу пользуется торговыми привилегиями со времён Ганзейского союза. В 1370–1385 годах Ганза контролировала город по условиям Штральзундского мира. В средние века это был богатый и престижный город, поскольку был расположен в Скании — центре североевропейского рыболовства и торговли сельдью. На берегу Зунда между Фальстербу и ближайшим городом Сканёр был рынок, где торговцы из разных частей Европы имели постоянные рыночные места.
Рынок Скании был главным рыбным рынком, через который ежедневно проходило около 1200 посетителей. Он стал одной из наиболее важных точек в торговле на Балтике. Скания была важным торговым центром на протяжении 250 лет и являлась краеугольным камнем богатства Ганзейского союза. Основной популярностью на рынке являлась промысловая сельдь из района полуострова Фальстербу. Важность рынка Скании уменьшилась с 1400-х годов, когда сократились уловы сельди в регионе.
С 1754 года официально имеет общего мэра с находящимся севернее Сканёром, однако географически города слились в единый город Сканёр-мед-Фальстербу только в 1960-х.

## Климат
В Фальстербу ярко выраженный морской климат. В период с 1961 по 2010 год максимальная температура составила 30,2 °C (31 июля 1994 года), а минимальная — −20,2 °C (11 января 1987 года).